# Caminantes... Ayacucho
Caminantes... Ayacucho is een compositie van Luigi Nono. Nono schreef het werk gedurende 1986 en 1987 als (laatste) onderdeel van een drieluik, waarvan de andere delen No hay caminos, hay que caminar... Andrej Tarkovskij en Hay que caminar sognando heten. Als basis voor de muzikale trilogie dient een geschrift op een muur nabij een klooster in Toledo: Caminante no hay caminosa. Hay que caminar (Voetganger, er is geen weg, toch moet je lopen). Het drieluik was zijn laatste voltooide werk voor grote bezetting.
Nono bracht in dit werk een aantal inspiratiebronnen bijeen om uiteindelijk tot een onrustige en onrustbarend resultaat te komen:
- Het opschrift als hierboven vermeld
- De stad Ayacochu in Peru waarin de omgeving de laatste veldslag plaatsvond tegen de toen nog overheersende Spanjaarden in de Peruviaanse Onafhankelijkheidsoorlog, en sindsdien een bolwerk tegen wat zij nu zien als betutteling door de overheid; deze rebellie zat ook in de genen van Nono;
- Vrijdenker Giordano Bruno, een man uit het Renaissance-tijdperk, die door de inquisitie op de brandstapel eindigde;
- De stelling van Edgar Varèse, dat alleen experimenteren uiteindelijk een nieuwe kunst zal opleveren;
- De gezangen van de Italiaanse componisten Andrea en Giovanni Gabrieli uit het tijdperk van de Venetiaanse School.

## Muziek
Caminates... Ayacucho bestaat uit slechts één deel, maar regelmatig vallen langdurige generale pauzes. Dit beeld wordt nog versterkt door een tape op de achtergrond, die soms zo pianissimo is afgesteld, dat men nauwelijks weet of de gehoorde muziek er daadwerkelijk is of een door de hersenen gefantaseerde weerslag is van de voorafgaande muziek.

### Orkestratie
Een ongebruikelijke samenstelling aan musici is nodig voor dit werk:
- solisten: mezzosopraan, basfluit, orgel
- klein koor bestaande uit 3 sopranen, 3 alten, 3 tenoren en 3 bassen;
- groot koor bestaande uit 10 sopranen, 10 alten, 10 tenoren en 10 bassen;
- 4 dwarsfluiten, 4 klarinetten
- 8 hoorns, 4 trompetten, 4 trombones;
- percussie bestaande uit pauken, buisklokken, bongos, 2 grote trommen, 2 crotales, 1 stel bekkens, 2 harpen;
- 5 eerste violen, 5 tweede violen, 5 altviolen, 5 celli en 5 contrabassen.
- tape.

De instrumentalisten zijn verdeeld in drie groepen.

### Zangtekst
- Caminante, son tus huelles
- al camino y nada más
- caminate no hay camino
- se hace camino al andar.
- Al ander se hace camino
- y al volver la vista atrás
- se ve la senda qua nunca
- se ha de volver a pisar
- Caminante no hay camino
- sino estals en la mar.

### Sfeertekening
De onrust van dit werk begint direct. Een slag op de grote trom gevolgd door een lange toon in de contrabassen geeft hoe pianissimo ook gespeeld het werk meteen een spanning mee, zodra het in gang wordt gezet. Dit motief wordt direct herhaald en van dat moment is het een komen en gaan van gewelddadige muziek als teken van opstand en rustige, zelfs hemelse fragmenten zoals de polyfone gezangen en quasi-solo's van harpen. Los van dat alles bewegen zich de mezzosopraan, de basfluit, de orgelgeluiden en de tape. Daarbij is de basdwarsfluit een instrument dat zeer moeilijk aanspeelt en het geeft hier een soort zoevend geluid, geruis. De muzikale uitbarstingen van opstand worden met name verzorgd door het slagwerk, waarbij grote trom en pauken voor een enorme dreiging zorgen. In aanvulling daarop zitten er in het werk constant dissonanten, die de polyfone stemming "verpesten". Op 25 minuten vanaf het begin zijn de dissonanten zo schraal en fortissimo gespeeld, dat ze pijn doen aan de oren. Na deze slag komt de compositie in rustiger vaarwater, maar dreiging blijft aanwezig.
Het uiteindelijke resultaat is vergelijkbaar met werken van Salvatore Sciarrino, meester in stiltes en geruis vanuit het orkest; de partij van de basdwarsfluit doet direct aan werken van hem denken. Een ander werk, dat in gedachten opkomt is Uaxuctum van Giacinto Scelsi, die vanuit het niets een enorme spanning wist op te bouwen, gebaseerd op een muzikaal bezoek aan een spookstad. Dat gevoel geeft Caminantes ook. Het is alsof je op een slagveld loopt, dat geheel omgeven is door een zeer dichte mist. Flarden van de strijd, strijdkreten, lijken en tegelijkertijd de hemelse schoonheid van het Andesgebergte zorgen dat de fantasie op hol slaat.

## Première
De eerste uitvoering vond plaats in München met
- solisten Susanne Otto (mezzosopraan) en Roberto Fabbriciani (basfluit)
- het koor van de Hochschule für Musik Freiburg;
- het koor van de Beierse Omroep
- het Münchner Philharmoniker
- muzikale leiding André Richard (koor) en Dzangsung Kakhidze (geheel)
- de tape is gemaakt in de geluidsstudio voor experimentele muziek van de Heinrich Strobel-Stichting van de SWR; Luigi Nono was geluidsregisseur.

## Discografie
- Uitgave Kairos: Otto, Fabbriciani met het Solistenkoor uit Freiburg im Breisgau en het WDR-koor uit Keulen; en het WDR Sinfonieorchester Keulen onder leiding van Emilio Pomárico; een opname uit mei 2004, Keulen
- Ayacucho op YouTube